# Joseph W. Ashy

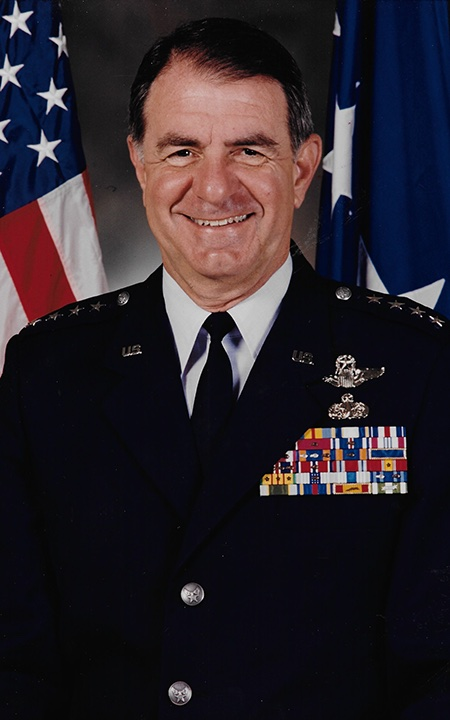
General Joseph W. Ashy

Joseph William Ashy (* 16. Oktober 1940 in Jasper, Texas) ist ein ehemaliger US-amerikanischer General der US Air Force, der zuletzt von 1994 bis 1996 Oberkommandierender des Nordamerikanischen Luft- und Weltraum-Verteidigungskommandos NORAD (North American Aerospace Defense Command) war.

## Leben

### Ausbildung zum Luftwaffenoffizier
Ashy absolvierte nach dem Schulbesuch ein Maschinenbaustudium an der Texas A&M University (TAMU), das er 1962 mit einem Bachelor of Science (B.Sc. Mechanical Engineering) abschloss. Während des Studiums trat er dem Reserve Officer Training Corps Program der TAMU bei und wurde nach seiner Beförderung zum Leutnant am 24. August 1962 in die US Air Force übernommen. Im Anschluss absolvierte er von September 1962 bis Oktober 1963 seine Pilotenausbildung auf dem Militärflugplatz Reese Air Force Base und danach zwischen November 1963 und Juli 1964 eine Ausbildung für Kampfflugzeugbesatzungen für North American F-100 „Super Sabre“ auf dem Luftwaffenstützpunkt Luke Air Force Base, wo er am 30. März 1964 auch zum Oberleutnant befördert wurde. Nach Abschluss der Ausbildung war er zwischen August 1964 und August 1967 Pilot einer F-100 „Super Sabre“ bei der auf dem Stützpunkt RAF Lakenheath in England stationierten 494. Taktischen Kampfstaffel (494th Tactical Fighter Squadron) und erhielt dort am 19. Januar 1967 seine Beförderung zum Hauptmann.
Im August 1967 wechselte Ashy als Pilot einer F-100 „Super Sabre“ zur 531. Taktischen Kampfstaffel (531st Tactical Fighter Squadron) auf der Bien Hoa Air Base in Südvietnam und war danach bis August 1968 Waffensystem- und Taktikoffizier bei dem ebenfalls dort stationierten 3. Taktischen Kampfgeschwader (3rd Tactical Fighter Wing). Während dieser Zeit nahm er an 289 Kampfflugeinsätzen im Vietnamkrieg teil. Nachdem er von September 1968 bis August 1969 an einem Ausbildungsprogramm des Luftwaffenstabes für Planung und Operationen im Hauptquartier der US Air Force in Washington, D.C. teilgenommen hatte, war er zwischen September 1969 und Juni 1971 zunächst Flugausbilder für F-100 „Super Sabre“ bei der 426. Taktischen Kampfausbildungsstaffel (426th Tactical Fighter Training Squadron) und zuletzt Flugausbilder für Ling-Temco-Vought A-7 „Corsair II“ bei der 310. Taktischen Kampfausbildungsstaffel (310th Tactical Fighter Training Squadron) auf der Luke Air Force Base. Dort erfolgte am 1. März 1971 seine Beförderung zum Major.
Ashy war danach zwischen Juni 1971 und April 1972 Flugausbilder für A-7 „Corsair II“ bei der auf dem Stützpunkt Davis-Monthan Air Force Base stationierten 333. Taktischen Kampfausbildungsstaffel (333rd Tactical Fighter Training Squadron) sowie danach von April 1972 bis Juni 1975 Einsatzoffizier sowie zuletzt Leiter der Kampfeinsatzsektion im Luftwaffenpersonalzentrum (Air Force Military Personnel Center) auf der Randolph Air Force Base. Am 1. Mai 1975 erfolgte dort seine Beförderung zum Oberstleutnant. Im Anschluss folgte zwischen Juli 1975 und Juli 1976 eine Verwendung als Operationsoffizier bei der mit McDonnell F-4 „Phantom II“ ausgerüsteten 36. Taktischen Kampfstaffel (36th Tactical Fighter Squadron) auf der Osan Air Base in Südkorea. Daraufhin war er von August 1976 bis August 1978 anfangs Kommandeur der ebenfalls mit F-4 „Phantom II“ ausgestatteten 421. Taktischen Kampfstaffel (421st Tactical Fighter Squadron) sowie zuletzt Assistent des stellvertretenden Kommandeurs für Operationen des 388. Taktischen Kampfgeschwaders (388th Tactical Fighter Wing) auf der Hill Air Force Base, wo er am 1. Mai 1978 auch zum Oberst befördert wurde. 
Anschließend absolvierte Ashy ein postgraduales Studium im Fach Verwaltungswissenschaft an der Auburn University, das er 1979 mit einem Master of Arts (M.A. Public Administration) abschloss. Des Weiteren besuchte er zwischen August 1978 und Juni 1979 das Air War College auf der Maxwell-Gunter Air Force Base. Nach Beendigung dieser Ausbildungen war er von Juli 1979 bis August 1982 zunächst Referatsleiter für Planung und Operationen sowie zuletzt Verwaltungsstabsoffizier (Executive Officer) beim damaligen Chef des Luftwaffenstabes (Chief of Staff of the Air Force), General Lew Allen, Jr. Anschließend folgte zwischen August 1982 und Mai 1984 eine Verwendung als Kommandeur des 37. Taktischen Kampfgeschwaders (37th Tactical Fighter Wing) auf dem Luftwaffenstützpunkt George Air Force Base.

### Aufstieg zum General
Im Mai 1984 wurde Ashy Kommandeur des 57. Kampfwaffengeschwaders (57th Fighter Weapons Wing) auf der Nellis Air Force Base und übte diese Funktion bis Februar 1986 aus, wobei er am 1. Oktober 1984 zum Brigadegeneral befördert wurde. Anschließend folgten von Februar 1986 bis Juni 1988 nacheinander Verwendungen als Direktor der Vereinigten Kontrollgruppe für das Manöver Ocean Venture ’86 der US-Streitkräfte im Atlantikraum (US Atlantic Command) sowie als Generalinspektor beim Chef des Stabes des Taktischen Luftwaffenkommandos TAC (Tactical Air Command), ehe er zuletzt stellvertretender Chef des Stabes des TAC auf der Langley Air Force Base. Während dieser Zeit war er 1987 Absolvent des Nationalen Sicherheitsprogramms der John F. Kennedy School of Government der Harvard University und wurde am 1. August 1987 auch zum Generalmajor befördert.
Ashy war zwischen Juni 1988 und Juli 1989 Kommandeur des Taktischen Kampfwaffenzentrums (US Air Force Tactical Fighter Weapons Center) auf der Nellis Air Force Base sowie daraufhin von Juli 1989 bis Juni 1989 erst erneut stellvertretender Chef des Stabes für Operationen sowie zuletzt stellvertretender Kommandeur des Taktischen Luftwaffenkommandos TAC auf der Langley Air Force Base. Als solcher erfolgte am 21. November 1989 seine Beförderung zum Generalleutnant. Nach einer Verwendung zwischen Juni 1990 und Dezember 1992 als Kommandeur des Luftwaffenausbildungskommandos ATC (Air Training Command) auf der Randolph Air Force Base, war er von Dezember 1992 und Februar 1994 Kommandeur der Alliierten Luftstreitkräfte in Südeuropa (Allied Air Forces Southern Europe), die zu den Alliierten Streitkräften der NATO in Südeuropa AFSOUTH (Allied Forces Southern Europe) gehörten, sowie in Personalunion stellvertretender Oberkommandierender der US-Luftstreitkräfte in Europa USAFE (United States Air Forces in Europe) für den Bereich Südeuropa. Daran schloss sich zwischen Februar und September 1994 eine Fortsetzung der Verwendung als Kommandeur der Alliierten Luftstreitkräfte in Südeuropa an sowie zugleich als Kommandeur der 16. US-Luftflotte (Sixteenth Air Force).
Am 13. September 1994 wurde Ashy zum General befördert und übernahm daraufhin am 21. September 1994 als Nachfolger von General Charles A. Horner den Posten als Oberkommandierender des Nordamerikanischen Luft- und Weltraum-Verteidigungskommandos NORAD (North American Aerospace Defense Command) sowie in Personalunion als Oberkommandierender des US-Weltraumkommandos USSPACECOM (United States Space Command) und als Kommandeur des Luftwaffenweltraumkommandos AFSPC (Air Force Space Command) auf der Peterson Air Force Base. In diesen Funktionen war er verantwortlich für die Lufthoheitsgebiete der USA und Kanada sowie für die Bereitstellung der taktischen Warn- und Angriffsbewertungen. Als USCINCSPACE war er Kommandeur des vereinigten Kommandos für die Leitung der Weltraumkontroll- und -unterstützungsoperationen, einschließlich der Raketenverteidigungsbereiche. Als COMAFSPC leitete er die Satellitenkontrolle, die Warn-, Weltraumstart- und ballistischen Raketenmissionen mit Hilfe eines weltweiten Netzwerkes von unterstützenden Einrichtungen und Stützpunkten. Auf diesen Posten verblieb er bis zu seinem Eintritt in den Ruhestand am 1. Oktober 1996 und wurde daraufhin durch General Howell M. Estes III abgelöst.
Ashy legte als Pilot mehr als 3500 Flugstunden auf Typen wie North American F-100 „Super Sabre“, Ling-Temco-Vought A-7 „Corsair II“, McDonnell F-4 „Phantom II“, Northrop F-5 „Tiger“ sowie General Dynamics F-16 „Fighting Falcon“ zurück. Für seine militärischen Verdienste und seine Tapferkeit wurde er mehrfach ausgezeichnet und erhielt unter anderem die Defense Distinguished Service Medal, die Air Force Distinguished Service Medal, den Silver Star, Legion of Merit mit Eichenlaubzweig, das Distinguished Flying Cross mit Eichenlaubzweig, die Defense Meritorious Service Medal, die Meritorious Service Medal mit zwei Eichenlaubzweigen, die Air Medal mit 13 Eichenlaubzweigen sowie die Air Force Commendation Medal. Darüber hinaus wurde ihm die Vietnam Service Medal und das südvietnamesische Gallantry Cross mit Palme verliehen.